# 4747 Jujo
4747 Jujo este un asteroid din centura principală, descoperit pe 19 noiembrie 1989 de Seiji Ueda și Hiroshi Kaneda.